# Nicole de Buron
Pour les articles homonymes, voir Buron et Bruel.
Nicole de Buron, parfois nommée également Nicole de Buron-Bruel, est une écrivaine et scénariste française née le 12 janvier 1929 à Tunis (protectorat français de Tunisie) et morte le 11 décembre 2019 à Paris 14e.

## Biographie
Née le 12 janvier 1929 à Tunis, elle est d'abord journaliste à Marie Claire avant de se tourner vers l'écriture romanesque.
Les Pieds sur le bureau est lauréat du prix Courteline. Le prix du Livre de l'été est remis au roman Qui c'est, ce garçon ? et le grand prix de l'Humour à Arrête ton cinéma !. Son roman Chéri, tu m'écoutes ? … alors, répète ce que je viens de dire s'écoule à 150 000 exemplaires. Au milieu des années 1990, elle suit sa directrice littéraire Muriel Beyer qui délaisse la maison d'édition Flammarion au profit de Plon. En 2003, elle est sur la troisième marche des auteurs affichant les ventes les plus importantes de romans français. Elle exploitait le domaine agricole La Flassane à Castelreng (Aude), près de Limoux,  pour lequel elle a obtenu la médaille du Mérite agricole. Cette affaire est reprise en 2014.
Ses livres sont pour la plupart des récits humoristiques autobiographiques, dans lesquels, dans un style vif, elle raconte à la deuxième personne du pluriel les aventures d'une femme écrivain et de sa « tribu », qui ressemble fort à celle de Nicole de Buron elle-même : elle, son mari, ses filles et ses petits-enfants. L'autodérision et l'humour porté sur les situations les plus inattendues, parfois exagérées, sont ses caractéristiques principales.
Elle est principalement connue comme auteur du scénario de la série télévisée Les Saintes Chéries, adaptation de deux de ses romans,. Elle est également la scénariste de six comédies pour le cinéma dont Vas-y maman (avec Annie Girardot), Erotissimo et Elle court, elle court la banlieue. Elle a généralement participé à l'adaptation des dialogues de ses films et séries.
Nicole de Buron meurt le 11 décembre 2019 dans le 14e arrondissement de Paris et elle est inhumée à Castelreng.
Mariée à Jean Bruel (1917-2003), fondateur de la Compagnie des Bateaux Mouches, et à Antoine Roblot, elle est la mère de deux filles.

## Publications
- 1956 : Drôle de Sahara, Paris, Pierre Horay
- 1957 : Et vogue la gondole!, Paris, Pierre Horay
- 1958 : Les Pieds sur le bureau, Paris, Pierre Horay
- 1964 : Sainte Chérie, Paris, Pierre Horay
- 1967 : Sainte Chérie en vacances, Paris, Pierre Horay
- 1978 : Vas-y maman, Paris, Flammarion
- 1982 : Dix-jours-de-rêve, Paris, Flammarion
- 1985 : Qui c'est, ce garçon ?, Paris, Flammarion
- 1988 : C'est quoi, ce petit boulot ?, Paris, Flammarion
- 1991 : Où sont mes lunettes ?, Paris, Flammarion
- 1992 : Arrêtez de piquer mes sous !, Paris, Flammarion
- 1994 : Arrête ton cinéma !, Paris, Flammarion
- 1996 : Mais t'as tout pour être heureuse !, Paris, Flammarion
- 1998 : Chéri, tu m'écoutes ? … alors, répète ce que je viens de dire, Paris, Plon
- 2000 : Mon cœur, tu penses à quoi ? - … À rien, Paris, Plon
- 2003 : Docteur, puis-je vous voir… avant six mois ?, Paris, Plon
- 2006 : C’est fou ce qu’on voit de choses dans la vie !, Paris, Plon

## Cinéma[17]
- 1969 : Erotissimo de Gérard Pirès, scénario et dialogues avec Gérard Pirès et Pierre Sisser
- 1973 : Elle court, elle court la banlieue de Gérard Pirès, scénario
- 1976 : Attention les yeux ! de Gérard Pirès, scénario
- 1976 : Cours après moi que je t'attrape de Robert Pouret, scénario et dialogues
- 1978 : Vas-y maman de Nicole de Buron, réalisation et scénario
- 1981 : Rends-moi la clé de Gérard Pirès, scénario et dialogues

## Télévision
- 1965-1970 : Les Saintes Chéries, série en 39 épisodes réalisée par Jean Becker, Maurice Delbez et Nicole de Buron, scénario et dialogues
- 1987 : Qui c'est ce garçon?[18] série en six épisodes réalisée par Nadine Trintignant, scénario et dialogues
- 1991 : C'est quoi ce petit boulot?[19] série en quatre épisodes réalisée par Michel Berny, scénario et dialogues

## Théâtre
- 1979 : Remarie-moi[20] de Nicole de Buron, mise en scène de Michel Roux, crée au Théâtre Daunou avec Jacqueline Gauthier, Henri Garcin et Bernard Lavalette.

## Distinctions
- Prix Courteline (1958).
- Ordre du Mérite agricole, pour la qualité d'exploitation de son domaine agricole La Flassane.